# Communauté de communes du Canton de Bray-sur-Seine
Die  Communauté de communes du Canton de Bray-sur-Seine ist ein ehemaliger französischer Gemeindeverband (Communauté de communes) im Département Seine-et-Marne der Region Île-de-France. Er wurde im Oktober 1973 gegründet.

## Mitglieder
- Bray-sur-Seine
- Gouaix
- Les Ormes-sur-Voulzie
- Bazoches-lès-Bray
- Chalmaison
- Mousseaux-lès-Bray
- Everly
- Hermé
- Fontaine-Fourches
- Mouy-sur-Seine
- Villenauxe-la-Petite
- Balloy
- Melz-sur-Seine
- Jaulnes
- Noyen-sur-Seine
- Villiers-sur-Seine
- Saint-Sauveur-lès-Bray
- Montigny-le-Guesdier
- La Tombe
- Villuis
- Gravon
- Grisy-sur-Seine
- Baby
- Passy-sur-Seine

## Quelle
- Le SPLAF - Website zur Bevölkerung und Verwaltungsgrenzen in Frankreich (frz.)